# Strzelinko (gromada)
Strzelinko – dawna gromada, czyli najmniejsza jednostka podziału terytorialnego Polskiej Rzeczypospolitej Ludowej w latach 1954–1972.
Gromady, z gromadzkimi radami narodowymi (GRN) jako organami władzy najniższego stopnia na wsi, funkcjonowały od reformy reorganizującej administrację wiejską przeprowadzonej jesienią 1954 do momentu ich zniesienia z dniem 1 stycznia 1973, tym samym wypierając organizację gminną w latach 1954–1972.
Gromadę Strzelinko z siedzibą GRN w Strzelinku utworzono – jako jedną z 8759 gromad na obszarze Polski – w powiecie słupskim w woj. koszalińskim na mocy uchwały nr 43/54 WRN w Koszalinie z dnia 5 października 1954. W skład jednostki weszły obszary dotychczasowych gromad Strzelinko, Gałęzinowo, Strzelino, Włynkowo i Włynkówko ze zniesionej gminy Bruskowo Wielkie w tymże powiecie. Dla gromady ustalono 14 członków gromadzkiej rady narodowej.
31 grudnia 1959 do gromady Strzelinko włączono obszar zniesionej gromady Bydlino w tymże powiecie.
31 grudnia 1961 do gromady Strzelinko włączono część obrębu Strzelinko (51,4757 ha) z miasta na prawach powiatu Słupska w tymże województwie.
31 grudnia 1971 z gromady Strzelinko wyłączono: a) wsie Bydlino, Włynkowo i Włynkówko, włączając je do gromady Słupsk; b) wieś Machowino, włączając ją do gromady Objazda; c) wieś Garbno, włączając ją do gromady Duninowo – w tymże powiecie, po czym gromadę Strzelinko zniesiono, a jej (pozostały) obszar włączono do gromady Bruskowo Wielkie tamże.